# 타데우시 미할리크
타데우시 미할리크(폴란드어: Tadeusz Michalik, 1991년 10월 21일~)는 폴란드의 레슬링 선수로 2020년 하계 올림픽에서 남자 그레코로만형 헤비급 동메달을 획득했다. 

## 개인사
누나인 모니카 미할리크도 폴란드 국가대표 레슬링 선수이다.